# Аріель Чарнас
Аріель Ноа Чарнас (англ. Arielle Noa Charnas, нар. 13 червня 1987 року) — американська фешн-блогерка та інфлуенсерка. Вона веде блог Something Navy в Інстаграмі, створений у 2009 році. Розробила лінію одягу у партнерстві з Nordstrom. Народилась і виросла в Олд-Вестбері (Нью-Йорк) на Лонг-Айленді у єврейській сім'ї.

## Кар'єра
Перед веденням блогу Аріель Чарнас працювала в магазині Theory в районі Мітпекінг на Мангеттені. У 2009 році Аріель почала розміщувати фотографії її одягу та демонструвати свій стиль в Інтернеті у блозі Something Navy. Пізніше вона підписала чотирирічну угоду з TRESemmé і з'явилася в телерекламі бренду шампунів, яка вийшла в січні 2016 року.
Чарнас запустила її першу колекцію одягу з Nordstrom восени 2017 року. 25 вересня 2017 року лінія одягу Something Navy X Treasure & Bond з'явилась у 52 магазинах Nordstrom у Сполучених Штатах та Канаді. У колекції було 30 готових образів, включаючи взуття та аксесуари.
До вересня 2017 року вона мала більше одного мільйона підписників в Інстаграм. У лютому 2018 року Чарнас підписала довгостроковий договір з Nordstrom, щоб забезпечити самостійний бренд. У вересні 2018 року було випущено другу колекцію одягу Чарнас з Nordstrom, це стало дебютом автономного бренду Something Navy. У серпні 2019 року було оголошено, що Чарнас отримала 10 мільйонів доларів у фінансуванні від інвесторів, з оцінкою бренду Something Navy майже у 45 мільйонів доларів.
З 2020 року Something Navy функціонує як самостійний бренд, співпрацю з Nordstrom було закінчено у 2019.